# 八専
八専（はっせん）とは、選日の一つ。
日の干支が壬子（甲子から数えて49番目）から癸亥（同60番目）の間の12日間の中に干支共に同じ五行となる物が壬子、甲寅、乙卯、丁巳、己未、庚申、辛酉、癸亥と、8日あるために八専と総称されている。十干と十二支に五行を割り当てると、干支の気が重なる日が全部で12日ある。そのうち8日が壬子から癸亥までの12日間に集中しているため、この期間は特別な期間であると考えられるようになった。同気が重なることを「専一」と言い、それが8日あることから「八専」と言う。八専の期間には同気の重ならない日が4日あり、これを「八専の間日（まび）」と言う。八専のうち間日を除く8日間は同気が重なる（比和）ことから吉はますます吉となり、凶はますます凶となるとされた。しかしその後、凶の性質のみが強調されるようになった。現在では何事も上手く行かない凶日とされている。間日は十方暮とは異なり、八専の影響は受けないとされている。
| 49 | 壬子 | 水水 |      |
| 50 | 癸丑 | 水土 | 間日 |
| 51 | 甲寅 | 木木 |      |
| 52 | 乙卯 | 木木 |      |
| 53 | 丙辰 | 火土 | 間日 |
| 54 | 丁巳 | 火火 |      |
| 55 | 戊午 | 土火 | 間日 |
| 56 | 己未 | 土土 |      |
| 57 | 庚申 | 金金 |      |
| 58 | 辛酉 | 金金 |      |
| 59 | 壬戌 | 水土 | 間日 |
| 60 | 癸亥 | 水水 |      |